# Petr Růžička (skladatel)
Petr Růžička (16. února 1936 Kovanec – 31. července 2007) byl český hudební skladatel.

## Životopis
Růžička byl absolventem Filosofické fakulty Karlovy University v oboru dějin hudby a absolventem Hudební a taneční fakulty Akademie múzických umění v oboru skladby u Václava Dobiáše. Již svou absolventskou prací Sonáta pro housle a klavír, kterou do svého repertoáru zařadil houslista Petr Messierer, upozornil na svůj talent hudebního skladatele. Ve stejném období napsal smyčcový kvartet, za který obdržel prémii Svazu československých skladatelů, a kantátu na verše Walta Whitmana Stébla trávy.
Záhy ho zaujala dramatická literatura a její inscenování. Scénická hudba se stala jeho hlavní oblastí činnosti hudebního skladatele. Svými scénickými skladbami spolu se záměry režisérů dovedl vystihnout myšlenky divadelní hry a to v žánru dramatickém i komediálním. V inscenační hudbě často uplatňoval svoje znalosti dobové hudby i znalosti historie všeobecně, a využíval typických hudebních forem různých zemí. Tím uměl dodávat inscenacím přesvědčivou atmosféru a náladu odpovídající místu a době konání děje. Jeho cit pro drama a schopnost hudebními prostředky doplňovat režijní záměr dodával výjevům na jevišti hloubku, přispíval ke gradaci scén a dával dynamiku celému představení.
V 60. letech napsal hudbu ke hře Arthura Millera Smrt obchodního cestujícího, kterou režisér Jiří Dalík inscenoval v Českých Budějovicích a potom ještě několikrát se stejnou hudbou v různých českých divadlech.
Od 70. do začátku 90. let již jako člen Divadla na Vinohradech, kde působil jako šéf orchestru a dirigent, psal hudbu pro řadu divadelních inscenací, zejména pro režiséry Jaroslava Dudka, Jiřího Dalíka, Františka Štěpánka a Stanislava Remundu. V této době se tak podílel na vytvoření těch nejlepších činoherních inscenací, která se v Divadle na Vinohradech prováděla. Jeho kompozice scénických skladeb pro představení ve vynikajících režiích spolu s kvalitou činoherního souboru Divadla pomohly naplnit společenskou atmosféru let před rokem 1989. Hlediště bylo plné diváků.
V roce 1987, kdy prodělal svou první závažnou operaci, mu režisér Jaroslav Dudek poslal do nemocnice text Sofoklova Krále Oidipa, aby na něm začal už v nemocnici pracovat. Petr Růžička řekl, že na takovou práci ještě není zdravotně v pořádku. Režisér Dudek mu vzkázal: "Operovali vám nohy, ne hlavu..." Vznikla tak jedna z nejlepších inscenací antické tragédie, v ní použil motivy z dochovaných zlomků řecké antické hudby a kompletně připravil partitury pro rytmickou recitaci Sboru, který je jedním z pilířů antického dramatu.
Když Antonín Přidal překládal Shakespearovu komedii Večer tříkrálový aneb Cokoli chcete, napsal, původně jen pro svou potřebu text hry nějak oživit, slova několika písniček. Pro představení Divadla na Vinohradech Petr Růžička kromě scénické hudby zhudebnil i texty těchto písniček. V listopadových dnech roku 1989, kdy Divadlo na Vinohradech pořádalo setkání s veřejností, soubor herců vždy na konec zpíval závěrečnou písničku z této komedie.
Hra Thorntona Wildera Dohazovačka, známá také v muzikálové podobě jako Hello Dolly, byla divácky nejúspěšnějším představením Divadla na Vinohradech 90. let.

## Scénická hudba – výběr nejúspěšnějších představení
Jihočeské divadlo České Budějovice
- Smrt obchodního cestujícího (Arthur Miller), režie Jiří Dalík

Divadlo na Vinohradech
- Král Krysa – dramatizace románu Jamese Clavella, režie Jiří Dalík

V režii Jaroslava Dudka:
- Zločin a trest – dramatizace románu Fjodora Michajloviče Dostojevského
- Ať žije královna (Robert Bolt)
- Den delší než století – dramatizace románu Čingize Ajtmatova
- Král Oidipus (Sofoklés)
- Mistr a Markétka – dramatizace románu Michaila Bulgakova
- Cyrano z Bergeracu (Edmond Rostand)
- Jak je snadné vládnout aneb Karel IV. (Oldřich Daněk)
- Večer tříkrálový aneb Cokoli chcete (William Shakespeare, v překladu Antonína Přidala)
- Dohazovačka – Thornton Wilder

## Vážná hudba

### 60. léta
- Sonáta pro housle a klavír
- Smyčcový kvartet
- Zpěv radosti (kantáta na verše Walta Whitmana Stébla trávy)
- Varhanní fuga

### 90. léta
- Suita Mistr a Markétka